# De Revisor (literair tijdschrift)
De Revisor is een Nederlands literair tijdschrift dat staat voor een literaire tendens voor de jaren tachtig van de twintigste eeuw.
De Revisor werd in 1974 opgericht door de schrijvers Dirk Ayelt Kooiman en Thomas Graftdijk als voortzetting van het tijdschrift Soma (1969-1972). Onder anderen Thomas Rosenboom, Hedda Martens en A.F.Th. van der Heijden maakten er hun debuut. Het tijdschrift is vernoemd naar het toneelstuk De revisor van de Russische schrijver Nikolaj Gogol (1809-1852).
In de beginjaren besteedde het blad vooral aandacht aan het specifiek literaire en het esthetische, in binnen- en buitenland, en in proza, poëzie en essay. Sinds 1994 richtte het tijdschrift zich minder op het puur literaire.
Onder een nieuwe redactie (Gustaaf Peek, Jan van Mersbergen, Erik Lindner en Daan Stoffelsen) verscheen in 2010 een jaarboek en vanaf 2011 een halfjaarboek die doorlopend genummerd zijn. In 2022 bestaat de redactie van De Revisor uit Lotte Lentes, Simone Atangana Bekono, Stefanie Liebreks, Yentl van Stokkum en Joost Oomen. Intussen is het een kwartaaluitgave.
De roman Het Archief van Thomas Heerma van Voss is gedeeltelijk gebaseerd op zijn tijd als redactielid van het blad.

## Redactie
| Jaar | Redacteur               | Redacteur              | Redacteur              | Redacteur              | Redacteur          | Redacteur               | Redacteur   | Redacteur         |
| ---- | ----------------------- | ---------------------- | ---------------------- | ---------------------- | ------------------ | ----------------------- | ----------- | ----------------- |
| 1974 | Dirk Ayelt Kooiman      | Peter Verstegen        | Paul Beers             | Jan Donkers            | Tom van Deel       | -                       | -           | -                 |
| 1975 | Dirk Ayelt Kooiman      | Peter Verstegen        | Paul Beers             | Jan Donkers (1-3)      | Tom van Deel       | -                       | -           | -                 |
| 1976 | Dirk Ayelt Kooiman      | Peter Verstegen        | Paul Beers             | Nicolaas Matsier       | Tom van Deel       | -                       | -           | -                 |
| 1977 | Dirk Ayelt Kooiman      | -                      | -                      | Nicolaas Matsier       | Tom van Deel       | -                       | -           | -                 |
| 1978 | Dirk Ayelt Kooiman      | Frans Kellendonk       | -                      | Nicolaas Matsier       | Tom van Deel       | -                       | -           | -                 |
| 1979 | Dirk Ayelt Kooiman      | Frans Kellendonk       | -                      | Nicolaas Matsier       | Tom van Deel       | -                       | -           | -                 |
| 1980 | Dirk Ayelt Kooiman      | Frans Kellendonk       | Nicolaas Matsier (1-2) | -                      | Tom van Deel       | -                       | -           | -                 |
| 1981 | Dirk Ayelt Kooiman      | Frans Kellendonk       | Jan Fontijn            |                        | Anton Haakman      | Paul Groot              | Piet Meeuse | -                 |
| 1982 | Dirk Ayelt Kooiman      | Frans Kellendonk       | Maarten van Buuren     | -                      | Anton Haakman      | -                       | Piet Meeuse | -                 |
| 1983 | Dirk Ayelt Kooiman      | Frans Kellendonk (1-4) | Maarten van Buuren     | Nicolaas Matsier (5-6) | Anton Haakman      | Barber van de Pol (4-6) | Piet Meeuse | Hans Keller (4-6) |
| 1984 | Dirk Ayelt Kooiman      | Jan Kuijper (3-6)      | Maarten van Buuren     | Nicolaas Matsier       | Anton Haakman      | Barber van de Pol       | Piet Meeuse | Hans Keller (1)   |
| 1985 | Dirk Ayelt Kooiman      | Jan Kuijper            | Maarten van Buuren     | Nicolaas Matsier       | Anton Haakman      | Barber van de Pol       | Piet Meeuse | -                 |
| 1986 | Dirk Ayelt Kooiman      | Jan Kuijper            | Maarten van Buuren     | Nicolaas Matsier (1-2) | Anton Haakman      | Barber van de Pol       | Piet Meeuse | -                 |
| 1987 | Dirk Ayelt Kooiman      | Jan Kuijper            | -                      | -                      | Anton Haakman      | Barber van de Pol       | Piet Meeuse | -                 |
| 1988 | Dirk Ayelt Kooiman      | Jan Kuijper            | -                      | -                      | Anton Haakman      | Barber van de Pol       | Piet Meeuse | -                 |
| 1989 | Dirk Ayelt Kooiman      | Jan Kuijper            | Thomas Rosenboom (2-6) | -                      | Anton Haakman      | Barber van de Pol (1-5) | Piet Meeuse | -                 |
| 1990 | Dirk Ayelt Kooiman      | Jan Kuijper            | -                      | Thomas Rosenboom       | Anton Haakman      | -                       | Piet Meeuse | -                 |
| 1991 | Dirk Ayelt Kooiman      | Jan Kuijper            | -                      | Thomas Rosenboom (1-5) | Anton Haakman      | Christien Kok (6)       | Piet Meeuse | -                 |
| 1992 | Dirk Ayelt Kooiman      | Jan Kuijper            | Maria van Daalen (2-6) | -                      | Anton Haakman (1)  | Christien Kok           | -           | -                 |
| 1993 | Dirk Ayelt Kooiman      | Jan Kuijper            | Maria van Daalen       | -                      | -                  | Christien Kok           | -           | -                 |
| 1994 | Jacob Groot             | Kees 't Hart           | Maria van Daalen       | -                      | -                  | -                       | -           | -                 |
| 1995 | Jacob Groot             | Kees 't Hart           | Anthony Mertens (2-6)  | -                      | -                  | -                       | -           | -                 |
| 1996 | Jacob Groot             | Kees 't Hart           | Anthony Mertens        | -                      | -                  | -                       | -           | -                 |
| 1997 | Jacob Groot             | Kees 't Hart           | Anthony Mertens        | -                      | -                  | -                       | -           | -                 |
| 1998 | Jacob Groot             | Kees 't Hart           | Anthony Mertens        | Oek de Jong (2-6)      | P.F. Thomése       | -                       | -           | -                 |
| 1999 | Jacob Groot (1-4)       | Kees 't Hart (1-4)     | Anthony Mertens        | Oek de Jong            | P.F. Thomése       | -                       | -           | -                 |
| 2000 | -                       | -                      | Anthony Mertens        | Oek de Jong            | P.F. Thomése       | -                       | -           | -                 |
| 2001 | Menno Lievers           | Ilja Leonard Pfeijffer | Allard Schröder        | -                      | P.F. Thomése (1-3) | Toef Jaeger             | -           | -                 |
| 2002 | Menno Lievers           | Ilja Leonard Pfeijffer | Allard Schröder        | -                      | -                  | Toef Jaeger             | -           | -                 |
| 2003 | Menno Lievers           | Ilja Leonard Pfeijffer | Allard Schröder        | -                      | -                  | Toef Jaeger             | -           |                   |
| 2004 | Menno Lievers           | Ilja Leonard Pfeijffer | Allard Schröder        | Manon Uphoff (2-6)     | -                  | Toef Jaeger             | -           | -                 |
| 2005 | Menno Lievers           | Ilja Leonard Pfeijffer | Allard Schröder        | Manon Uphoff (2-6)     | -                  | Toef Jaeger             | -           | -                 |
| 2006 | Menno Lievers           | Ilja Leonard Pfeijffer | Allard Schröder        | Manon Uphoff (2-6)     | -                  | Toef Jaeger             |             |                   |
| 2007 | Menno Lievers           | Ilja Leonard Pfeijffer | Allard Schröder        | Manon Uphoff (2-6)     |                    | Toef Jaeger             |             |                   |
| 2008 | Menno Lievers           | Ilja Leonard Pfeijffer | Allard Schröder        | Manon Uphoff (2-6)     |                    | Toef Jaeger             |             |                   |
| 2009 | Menno Lievers           | Ilja Leonard Pfeijffer | Allard Schröder        | Manon Uphoff (2-6)     |                    | Toef Jaeger             |             |                   |
| 2010 | Gustaaf Peek            | Erik Lindner           | Jan van Mersbergen     | Daan Stoffelsen        |                    |                         |             |                   |
| 2011 | Gustaaf Peek            | Erik Lindner           | Jan van Mersbergen     | Daan Stoffelsen        |                    |                         |             |                   |
| 2012 | Gustaaf Peek            | Erik Lindner           | Jan van Mersbergen     | Daan Stoffelsen        | Bart Koubaa        |                         |             |                   |
| 2013 | Gustaaf Peek            | Erik Lindner           | Jan van Mersbergen     | Daan Stoffelsen        | Bart Koubaa        |                         |             |                   |
| 2014 | Gustaaf Peek            | Erik Lindner           | Jan van Mersbergen     | Daan Stoffelsen        | Bart Koubaa        |                         |             |                   |
| 2015 | Gustaaf Peek            | Erik Lindner           | Jan van Mersbergen     | Daan Stoffelsen        | Bart Koubaa        |                         |             |                   |
| 2016 | Marieke Lucas Rijneveld | Thomas Heerma van Voss | Jan van Mersbergen     | Daan Stoffelsen        |                    |                         |             |                   |
| 2017 | Bernke Klein Zandvoort  | Thomas Heerma van Voss | Jan van Mersbergen     | Daan Stoffelsen        |                    |                         |             |                   |
| 2018 | Bernke Klein Zandvoort  | Thomas Heerma van Voss | Jan van Mersbergen     | Daan Stoffelsen        |                    |                         |             |                   |
| 2019 | Bernke Klein Zandvoort  | Thomas Heerma van Voss | Jan van Mersbergen     | Daan Stoffelsen        |                    |                         |             |                   |
| 2020 | Bernke Klein Zandvoort  | Thomas Heerma van Voss | Jan van Mersbergen     | Daan Stoffelsen        |                    |                         |             |                   |
| 2021 | Bernke Klein Zandvoort  | Thomas Heerma van Voss | Maureen Ghazal         | Daan Stoffelsen        |                    |                         |             |                   |
| 2022 | Lotte Lentes            | Thomas Heerma van Voss | Yentl van Stokkum      | Daan Stoffelsen        |                    |                         |             |                   |
| 2022 | Lotte Lentes            | Stefanie Liebreks      | Yentl van Stokkum      | Simone Atangana Bekono | Joost Oomen        |                         |             |                   |
| 2023 | Lotte Lentes            | Stefanie Liebreks      | Yentl van Stokkum      | Simone Atangana Bekono | Joost Oomen        |                         |             |                   |

- Ben Schomakers was gastredacteur voor de uitgave 1987/2.
- Marjolijn van Heemstra was gastredacteur in 2016.
- Babs Gons was diversiteitsscout in 2018.